# Hermann Adolph Wilcken
Hermann Adolph Wilcken (* 13. Februar 1730 in Lübeck; † 18. Februar 1801 ebenda) war ein deutscher Jurist. Von 1784 bis zu seinem Tod war er Syndicus der Hansestadt Lübeck.

## Leben
Hermann Adolph Wilcken war ein Sohn des Sargträgers an der Jakobikirche Hinrich Wilhelm Wilcken.
Er besuchte das Katharineum zu Lübeck und studierte ab Ostern 1747 Rechtswissenschaften an der Universität Göttingen. Nach einem Triennium, aber ohne formalen Abschluss, kehrte er 1750 nach Lübeck zurück und trat als Substitut der Ratskanzlei in den Dienst der Stadt. 1753 erfolgte seine Ernennung zum Obergerichtsprokurator.
Am 23. Februar 1784 erwählte ihn der Rat der Stadt als Nachfolger des im Dezember 1783 verstorbenen Christian David Evers zum zweiten Ratssyndikus neben Carl Henrich Dreyer; am 8. März erhielt er seine Bestallungsurkunde und wurde vereidigt. Sein Aufstieg war nach Antjekathrin Graßmann „ein ungewöhnlicher Fall sozialer Mobilität“ in der Stadtgesellschaft des 18. Jahrhunderts. Wilckens Amtszeit fiel in die unruhige Zeit der französischen Revolution und der ersten Koalitionskriege. Im Vorfeld des Friedens von Basel korrespondierte er mit dem Basler Gesandten in Paris Peter Ochs, der die Interessen der Hansestädte in Frankreich wahrnahm. Als Gesandter vertrat er, zusammen mit dem Ratsherrn Mattheus Rodde, die Stadt 1796 beim Hildesheimer Convent.
Als Friedrich Bernhard von Wickede 1790 Konkurs anmelden und die Stadt verlassen musste, bezog Wilcken an dessen Stelle das Haus der Zirkelgesellschaft, das heutige Willy-Brandt-Haus Lübeck, und bewohnte es bis zu seinem Tod.
Er starb am Nervenfieber. Sein Nachfolger wurde Carl Georg Curtius.